# Chevalier de Sibérie
Tringa brevipes
Espèce
Synonymes
- Heteroscelus brevipes (protonyme)

Statut de conservation UICN

 NT  : Quasi menacé
Le Chevalier de Sibérie (Tringa brevipes) est une espèce d'oiseaux de la famille des Scolopacidae.

## Description
Cet oiseau une longueur d'environ 25 cm et une envergure d'environ 50 cm.

## Répartition
Cet oiseau niche dans les zones montagneuses de Sibérie ; il hiverne en Asie du Sud-Est et en Océanie.

## Alimentation
Il cherche sa nourriture la nuit pendant la marée basse.